# Pedro Bolio y Torrecillas
Pedro Bolio y Torrecillas (1763 - 1848), fue un oficial de hacienda y político novohispano y mexicano, después de la guerra de independencia. Nacido y fallecido en Mérida, Yucatán. Intendente de Yucatán en dos periodos, en 1822 y en 1823 durante el periodo pre-constitucional.

## Datos biográficos
Fungió como intendente de Yucatán durante el periodo pre-constitucional habiendo ya desempeñado el cargo previamente cuando, en 1820, antes de la promulgación de la independencia de Yucatán y aún bajo la tutela de Fernando VII, renunció a su cargo Miguel de Castro y Araoz. Bolio y Torrecillas era criollo y había favorecido el movimiento emancipador que siguió a la constitución gaditana.
Fue autor en colaboración con Policarpo Antonio de Echánove de estudios históricos y estadísticos sobre la península de Yucatán publicados en Mérida en 1871.